# Фраппа, Хосе
Хосе Фраппа (фр. José Frappa; настоящее имя — Жозеф Фраппа фр. Joseph Frappa; 18 апреля 1854[…], Сент-Этьен — 17 февраля 1904, Париж) — французский художник-академист, мастер жанровых сценок.

## Биография

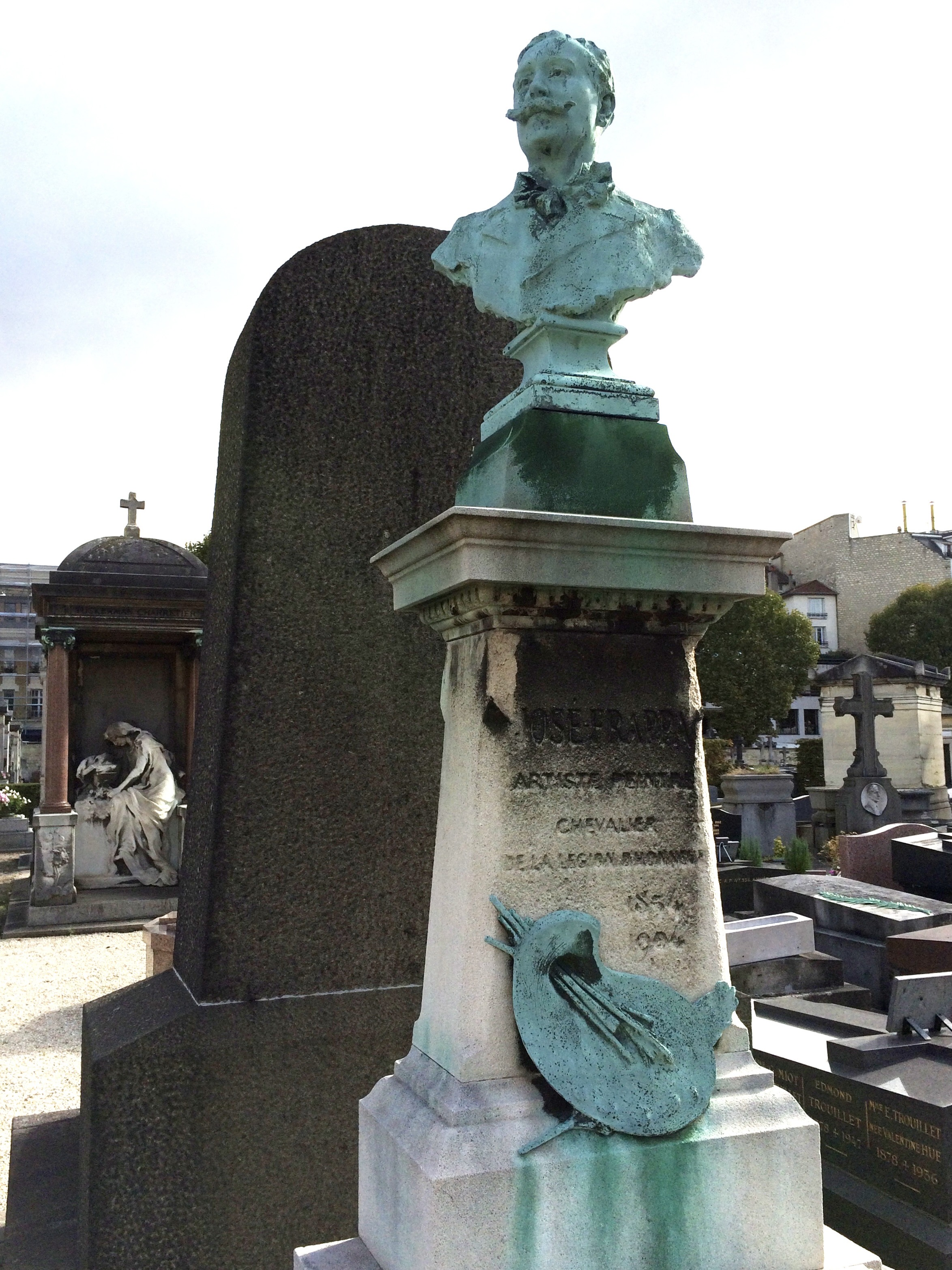
Надгробие Фраппа в Булонь-Бийанкуре.

Родился в 1854 году в Сент-Этьене в семье бакалейщика Жана-Клода Фраппа и его супруги Розы, урождённой Юге. Начиная с 1876 года выставлял свои работы на Парижско салоне. В 1880 году одна из картин Фраппа удостоилась «почётного упоминания» жюри Салона, а в 1889 году — бронзовой медали.
Фраппа был членом Общества французских художников, а также членом Национального общество изобразительных искусств и участником организуемых им ежегодных выставок — так называемого Салона Марсова поля.
Художник неоднократно экспонировал свои картины на Всемирных выставках, и за картины, представленные на Всемирной выставке 1897 года в Брюсселе, в следующем году был награждён орденом Почётного легиона.
Фраппа создавал жанровые, в том числе иронически-антиклерикальные сцены, портреты, исторические полотна. Помимо этого, работал как скульптор, создавая фигурки из терракоты, покрытые эмалью. В 1902 году Фраппа опубликовал иллюстрированную работу о человеческой физиогномике.
Хосе Фраппа скончался в 1904 году в Париже. В городе Сент-Этьене ему установлен памятник.
Сын художника, изображённый на его «автопортрете с женой и сыном», Жан-Хосе Фраппа, также стал разносторонним человеком: писателем, сценаристом и актёром.

## Галерея

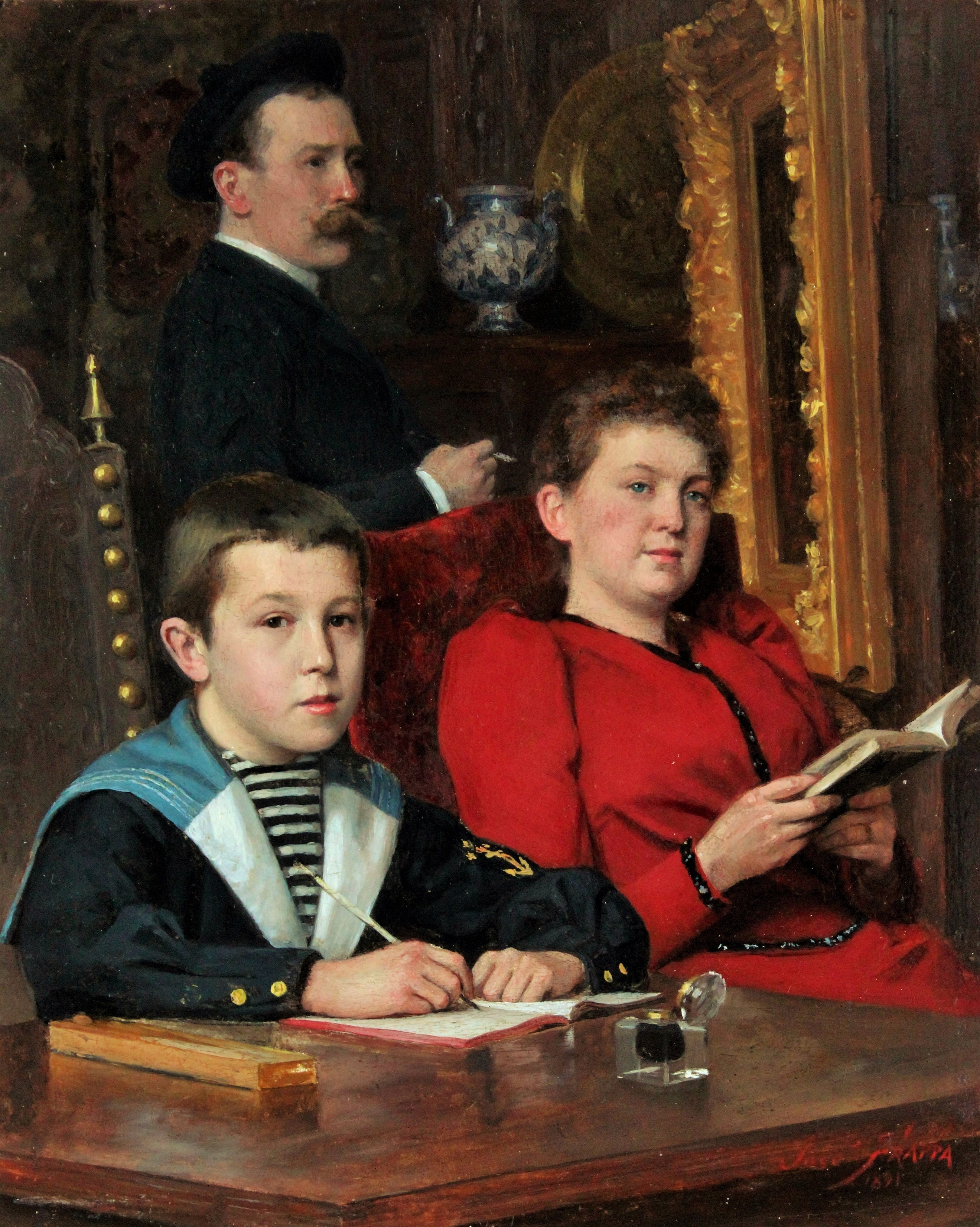
Автопортрет с женой и сыном
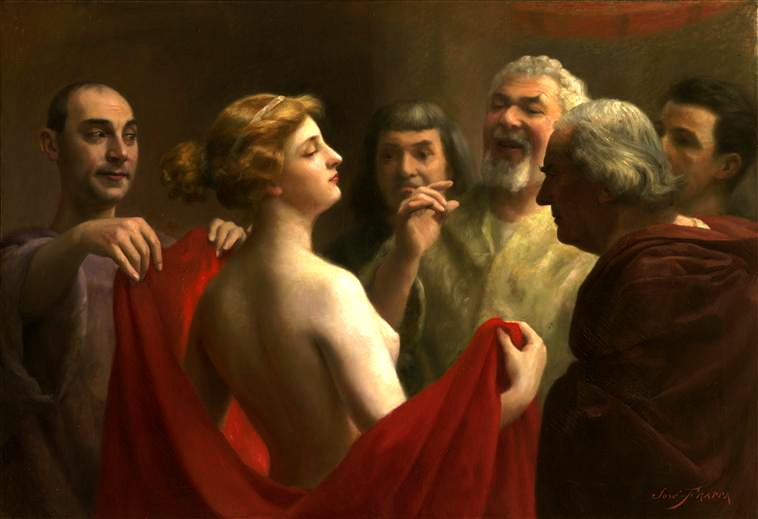
Фрина
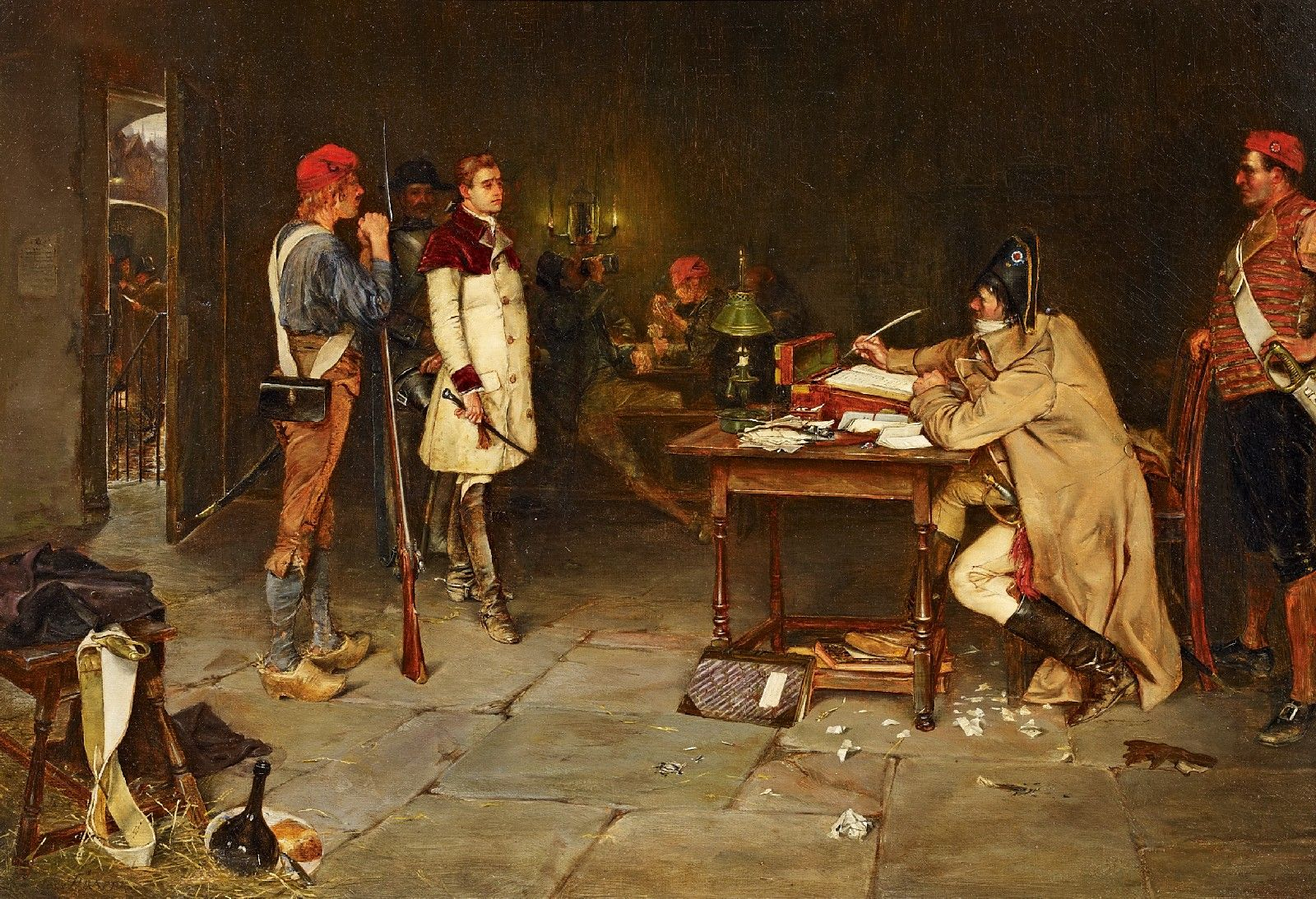
В революционной префектуре
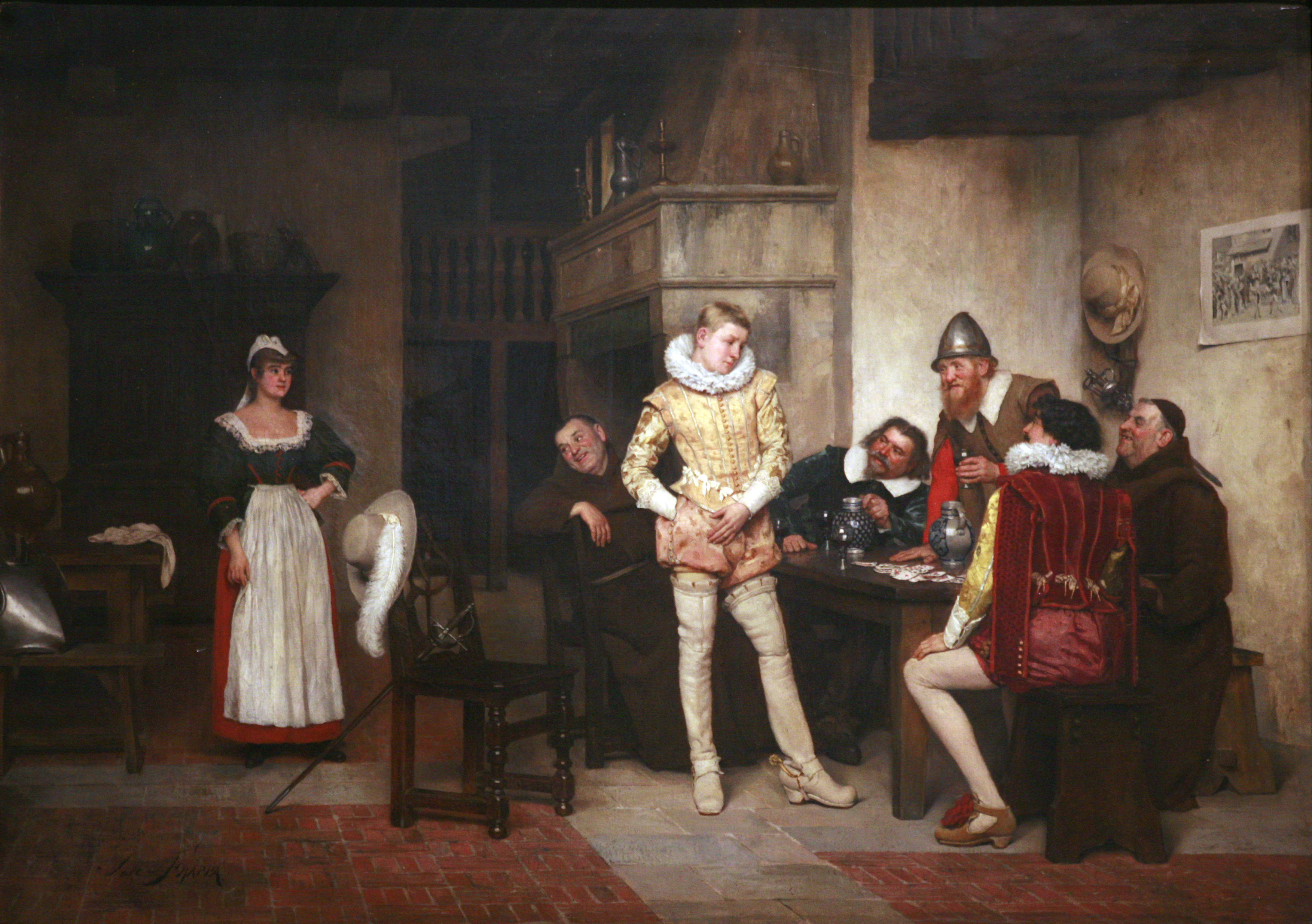
Ягнёнок среди волков
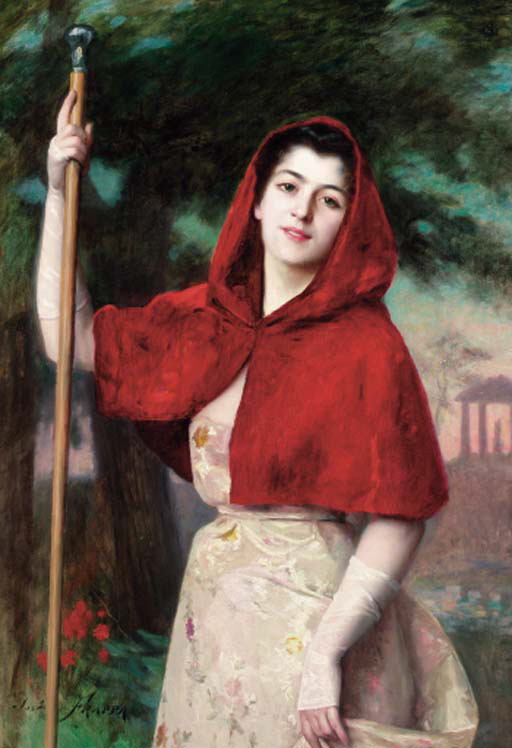
По дороге на костюмированный бал
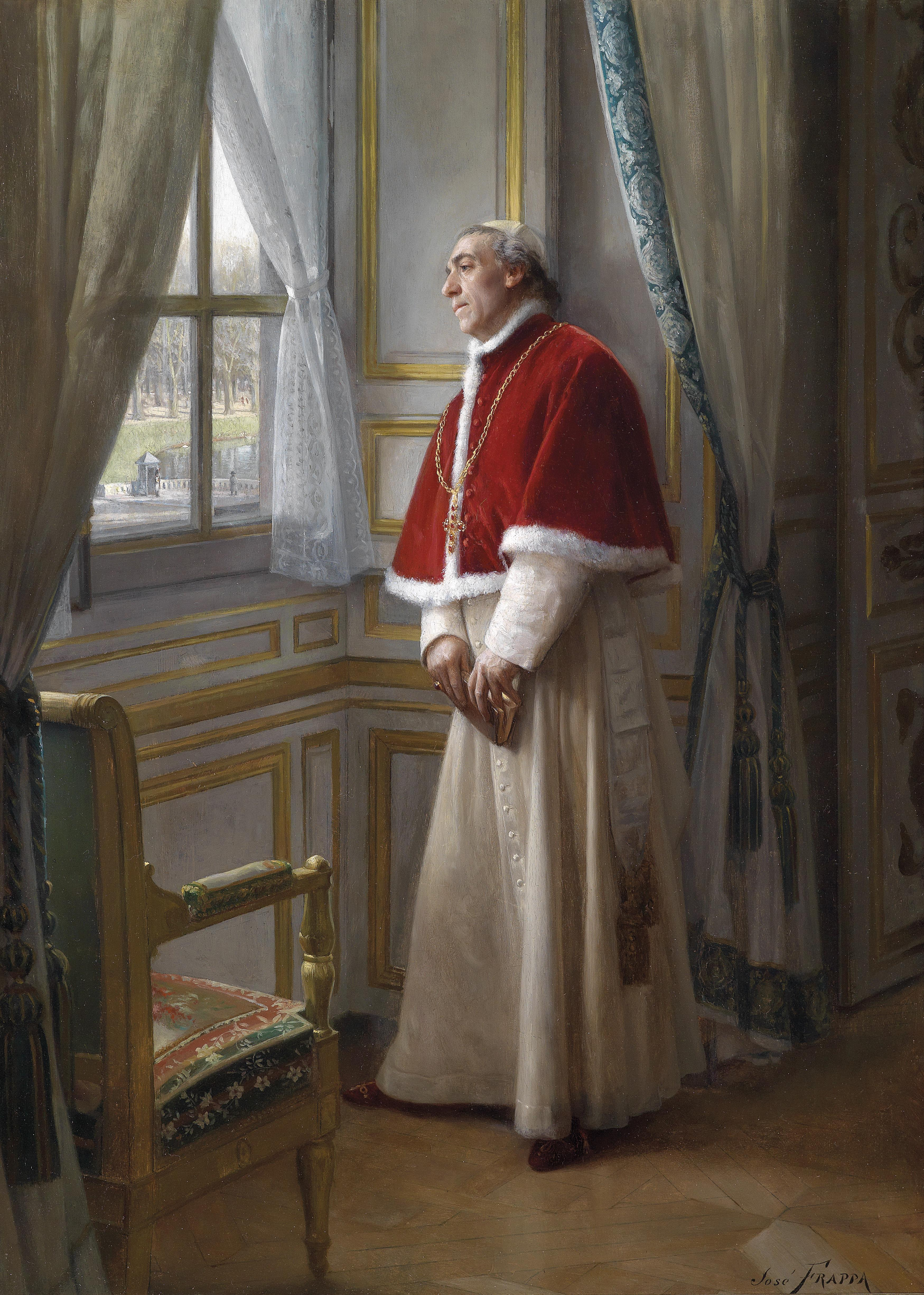
Задумчивый кардинал
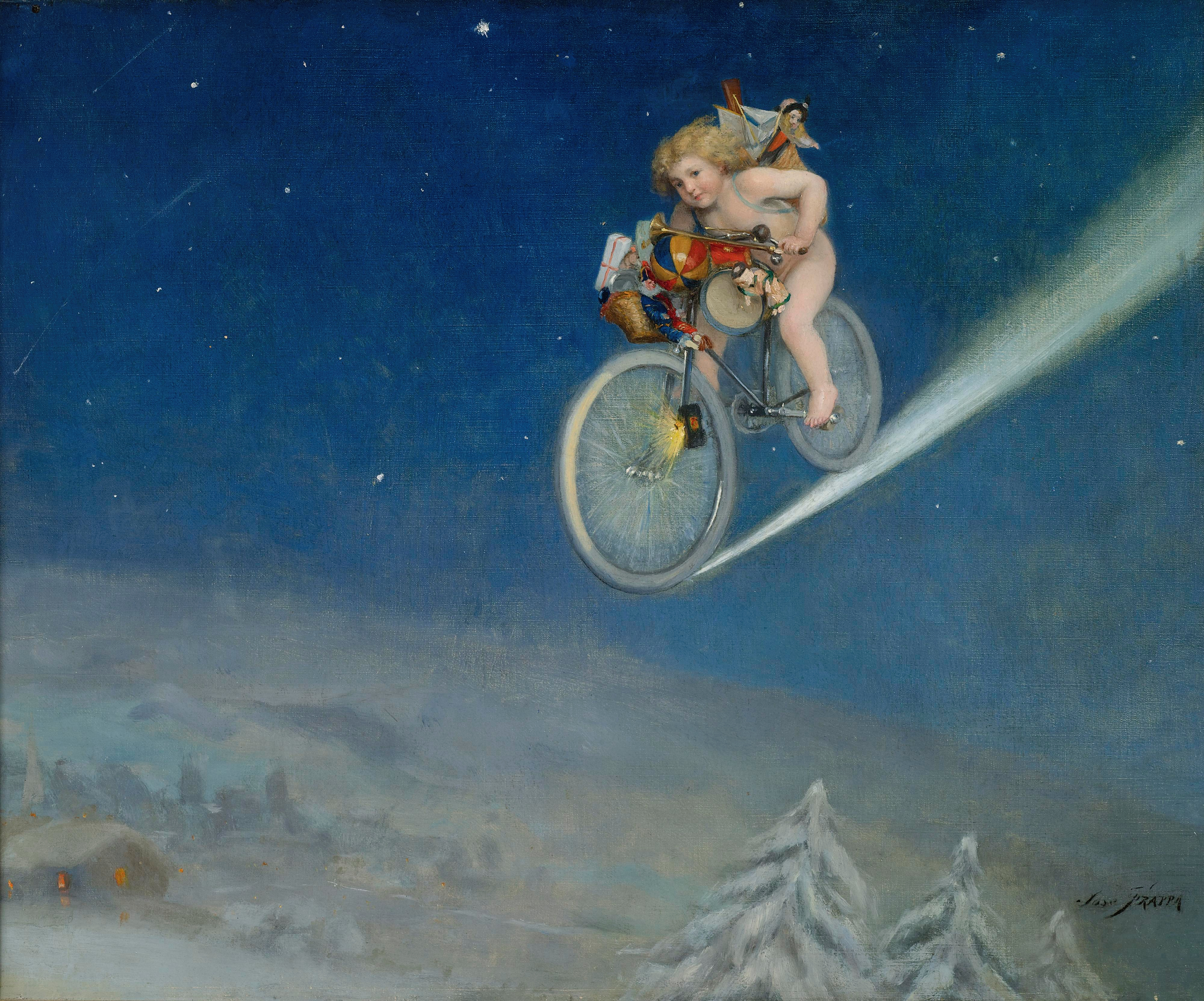
Рождественская доставка
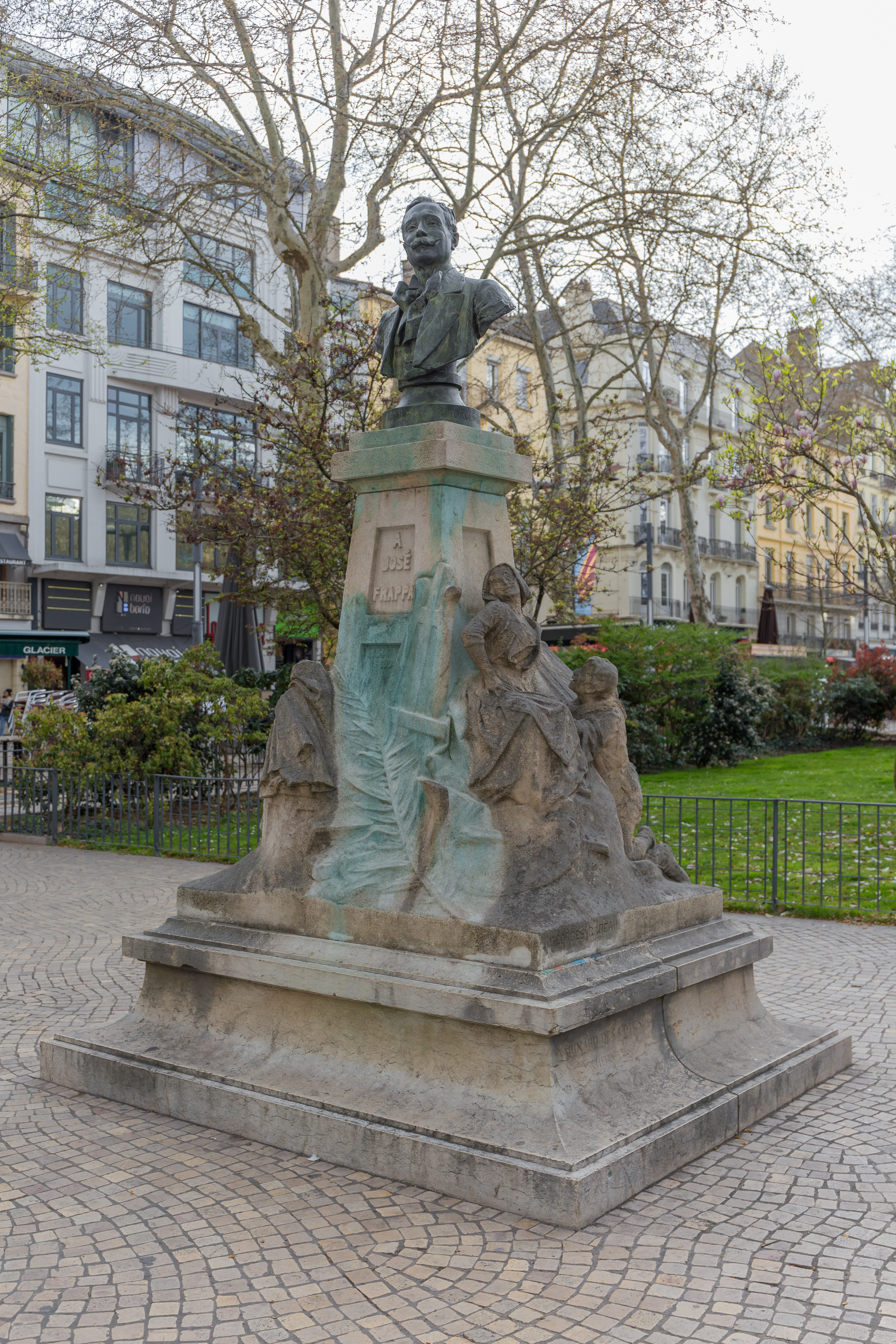
Памятник Фраппа в Сент-Этьене. Скульптор — Жорж Баро.